# Farrington (Washington)
Farrington az Amerikai Egyesült Államok északnyugati részén, Washington állam Franklin megyéjében elhelyezkedő önkormányzat nélküli település.
A település névadója R. I. Farrington vasúti hivatalnok.

## Fordítás
- Ez a szócikk részben vagy egészben  a   Farrington, Washington című angol Wikipédia-szócikk ezen változatának fordításán alapul.  Az eredeti cikk szerkesztőit annak laptörténete sorolja fel. Ez a jelzés csupán a megfogalmazás eredetét és a szerzői jogokat jelzi, nem szolgál a cikkben szereplő információk forrásmegjelöléseként.